# مرجان أزرق عادي
مرجان أزرق عادي (الاسم العلمي:Heliopora coerulea ) هو نوع من المرجان (اللاسعات) يتبع جنس المرجان الأزرق من فصيلة المرجانيات الزرقاء.